# Hartmut Kleineidam
Hartmut Kleineidam (* 1. März 1939 in Landeshut in Schlesien; † 29. April 1990) war ein deutscher Romanist, Sprachwissenschaftler und Grammatiker. Er war unter anderem ordentlicher Professor für Französisch an der Pädagogischen Hochschule Ruhr in Dortmund.

## Leben
Kleineidam studierte ab 1957 an der Universität Münster Romanistik (Französisch und Spanisch) und Anglistik, schloss dreiundzwanzigjährig mit Auszeichnung ab und machte nach kurzer Assistententätigkeit bei seinem Lehrer Hans-Wilhelm Klein und Studienaufenthalten an der École Normale des Chartes sowie an der École des hautes études (Paris) seinen pädagogischen Ausbildungsdienst und einige Jahre praktischen Schuldienst. 1965 folgte er seinem Lehrer an die Universität Gießen und promovierte dort 1966 mit der Edition zweier altfranzösischer Texte. 1968 wurde er am Romanischen Seminar der Ruhr-Universität Bochum Akademischer Rat, später Oberrat. 1976 berief ihn die Universität Dortmund  als ordentlichen Professor für französische Sprache und ihre Linguistik, 1980 die Universität-Gesamthochschule Duisburg  als Professor für Romanistik/Linguistik. Sehr bekannt wurde die mit seinem Lehrer verfasste Grammatik des heutigen Französisch, mit der die moderne Angewandte Sprachwissenschaft Einzug in die deutsche Schul- und Studiengrammatik des Französischen hielt. Freunde und Schüler widmeten dem früh Verstorbenen die Gedenkschrift Grammatica vivat, herausgegeben von Albert Barrera-Vidal, Manfred Raupach und Ekkehard Zöfgen, Tübingen 1992 (mit einem Schriftenverzeichnis und einem Geleitwort von Hans-Wilhelm Klein). Hartmut Kleineidam lebte unter anderem in Bochum.

## Veröffentlichungen (Auswahl)
- Li ver de Couloigne, Du bon ange et du mauves, Un ensaingnement. Textkritische Untersuchung und Edition, München 1968
- Französische Synonymik, München 1972
- mit Hans-Wilhelm Klein: Französische Grundgrammatik, Stuttgart 1979/1989
- mit Hans-Wilhelm Klein: Grammatik des heutigen Französisch, Stuttgart 1983
- mit Hans-Wilhelm Klein_ Études Françaises. Grundgrammatik. Neue Ausgabe. 1. Auflage. Ernst Klett Schulbuchverlag, Stuttgart 1992, ISBN 3-12-521710-5.
- Fremdsprachengrammatik: Analysen und Positionen, Tübingen 1986.